# Стабилност на маслото
Стабилност на маслото е термин в производството на двигателни масла и двигатели с вътрешно горене, означаващ продължителността на работа на маслото в двигателя без да изменят чувствително характеристиките си.
Стабилното масло се характеризира с устойчивост на молекулите на маслото при високи температури, каквито се развиват при работа. Практически стабилността на маслото се определя по неговото коксуване – склонността му да образува кокс (нагар) и смола (катран). Добре рафинираните масла имат ниски свойства на коксуване. По време на експлоатацията на автомобила, коксуващият капацитет на маслото, излято в неговия двигател, се увеличава поради процесите на окисляване и образуване на дъвка. Тенденцията на петрола да образува въглеродни отлагания се характеризира с неговото коксово число, което се определя от резултатите от изпаряване на 10 g масло в безвъздушна среда. За масла с нисък вискозитет, способността за коксуване обикновено не е повече от 0,1 - 0,15 %, за масла с висок вискозитет - до 0,7 %.